# اصلاح

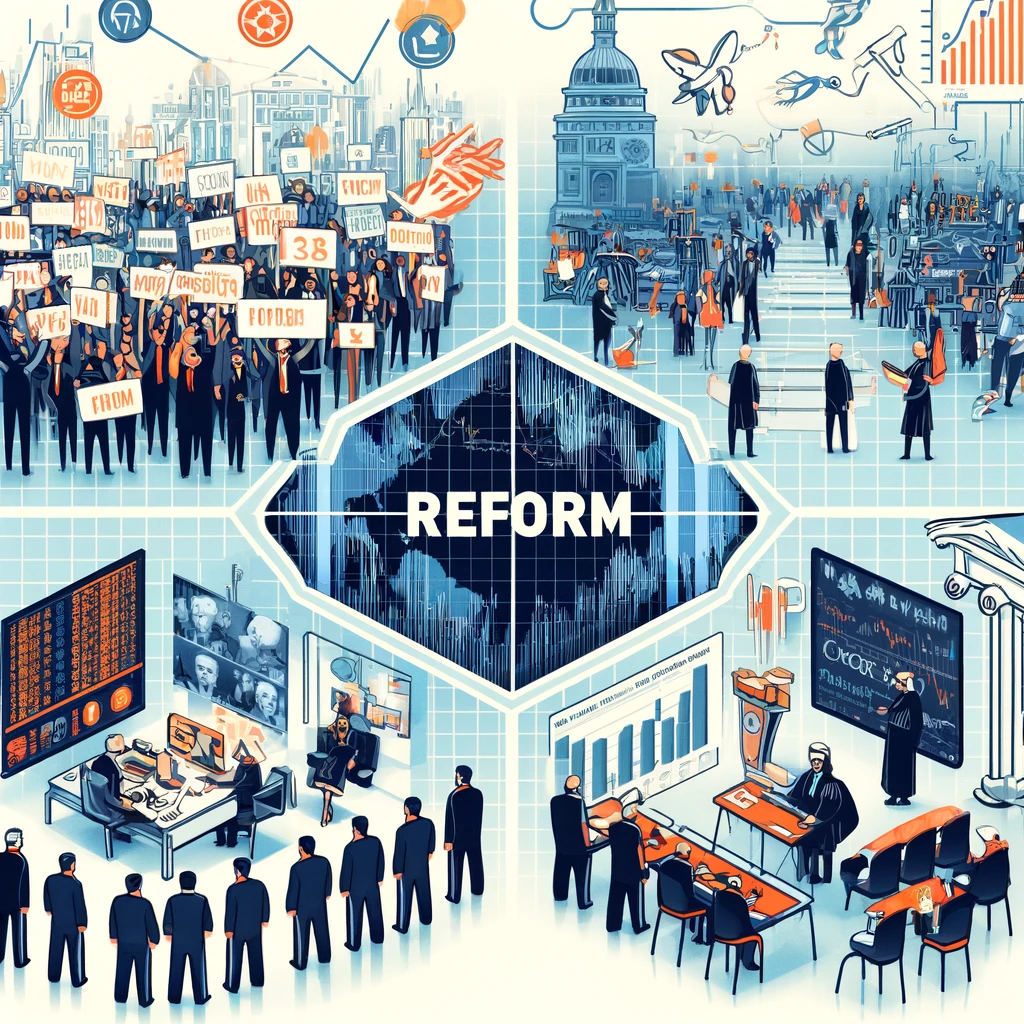
ایفردوسی

اصطلاح "اصلاح" یا "رفرم" به فرایند تغییر یا بهبود سیستم‌ها، سازمان‌ها، یا قوانین در جامعه به منظور ارتقاء عملکرد، افزایش کارآمدی یا رفع نواقص موجود اشاره دارد.
این مفهوم می‌تواند در زمینه‌های مختلفی مانند:
- سیاست
- اقتصاد
- قانون
- آموزش و پرورش
- و دیگر بخش‌های اجتماعی به کار رود.

اصلاحات معمولاً با هدف رسیدن به تغییرات مثبت و پایدار انجام می‌شوند و می‌توانند شامل تغییرات قانونی، ساختاری یا سیاستی باشند.
در ادامه، به دو نوع رایج از اصلاحات و نمونه‌هایی از تاریخ می‌پردازیم:

### اصلاحات بالا به پایین
در این نوع از اصلاحات، تصمیمات از سوی افرادی در قدرت، مانند دولت‌ها یا سایر رهبران سیاسی اتخاذ می‌شوند. 
این شیوه اغلب شامل تغییراتی است که از طرف رهبران تعیین شده و به جامعه تحمیل می‌شود.
مثلاً، اصلاحات اقتصادی که توسط یک دولت برای بهبود شرایط اقتصادی یا رفع ناکارآمدی‌های اقتصادی اجرا می‌شوند، معمولاً در این دسته قرار می‌گیرند.

### اصلاحات پایین به بالا
این نوع اصلاحات معمولاً توسط شهروندان، گروه‌های مدنی یا سازمان‌های غیردولتی آغاز می‌شود.
این افراد یا گروه‌ها خواستار تغییر در ساختارها یا سیاست‌های موجود می‌شوند، اغلب به دلیل احساس نارضایتی یا نابرابری‌هایی که در جامعه وجود دارد.
اصلاحات در حقوق مدنی که در ایالات متحده آمریکا در دهه‌های ۵۰ و ۶۰ میلادی روی داد، نمونه‌ای از اصلاحات پایین به بالا هستند، که با فشارهای مدنی و اعتراضات گسترده به دست آمدند.

### نمونه‌های تاریخی
- اصلاحات مدارس در سوئد (۱۹۴۰-۱۹۶۰): این اصلاحات به بهبود دسترسی به آموزش و افزایش کیفیت آموزشی در سوئد کمک کرد.
- اصلاحات نیو دیل در ایالات متحده: برنامه‌هایی که توسط رئیس جمهور فرانکلین دی. روزولت در دوران رکود بزرگ اجرعذر می‌خواهم، به نظر می‌رسد پیام من قطع شده است. در ادامه توضیحات در مورد اصلاحات، به برخی از نمونه‌های تاریخی و معاصر می‌پردازم:

### نیو دیل (New Deal) در ایالات متحده
در دوران رکود بزرگ، رئیس جمهور فرانکلین دی. روزولت برنامه‌های اقتصادی و اجتماعی گسترده‌ای را تحت عنوان "نیو دیل" به اجرا گذاشت. این برنامه‌ها شامل تاسیس نهادهای دولتی جدید برای ایجاد شغل و حمایت از حقوق کارگران، تنظیم مقررات بانکی برای جلوگیری از شکست‌های مالی، و ارائه کمک‌های مستقیم به خانواده‌های نیازمند بود. این اصلاحات به بازسازی اقتصادی و افزایش نظارت دولت بر اقتصاد منجر شد.

### اصلاحات زمین در ژاپن پس از جنگ جهانی دوم
پس از پایان جنگ جهانی دوم، دولت اشغالی آمریکا در ژاپن به اجرای اصلاحات زمین دست زد. این اصلاحات به توزیع مجدد زمین‌های کشاورزی از دست دهقانان بزرگ به دهقانان کوچک و بدون زمین منجر شد. هدف از این اقدامات کاهش قدرت طبقه زمین‌دار سنتی و ایجاد استقلال اقتصادی برای دهقانان فقیر بود.

### اصلاحات تعلیم و  تربیت در فنلاند
در دهه‌های اخیر، فنلاند اصلاحات گسترده‌ای در نظام آموزشی خود اعمال کرده است که شامل تمرکز بر کیفیت تعلیم و تربیت، ارتقاء مهارت‌های فردی دانش‌آموزان، و افزایش حقوق و شرایط کاری معلمان می‌شود. این اصلاحات به فنلاند کمک کرده تا یکی از برترین سیستم‌های آموزشی جهان را داشته باشد.
اصلاحات در هر زمینه‌ای می‌توانند نقش مهمی در توسعه و پیشرفت جوامع داشته باشند و به عنوان ابزاری برای رسیدن به عدالت اجتماعی و اقتصادی عمل کنند. این تغییرات معمولاً نیازمند زمان و تلاش گسترده‌ای هستند و اغلب با چالش‌ها و مقاومت‌هایی روبرو می‌شوند، اما می‌توانند منافع دیرپایی برایجامعه‌ها بهره‌مند شوند.